# Leopoldo Eijo y Garay
Leopoldo Eijo Garay (Vigo, Pontevedra, 11 de abril de 1878-Madrid, 31 de agosto de 1963) fue un obispo español de las diócesis de Tuy (1914-1917), Vitoria (1917-1922) y Madrid-Alcalá (1922-1963), y una destacada personalidad de la política y la cultura de mediados del siglo XX, siendo académico de la Real Academia Española, de la Real Academia de Ciencias Morales y Políticas y de la Real Academia Gallega. 

## Biografía
Nació en Vigo en 1878. A los cinco años se traslada con su madre, Generosa Eijo, humilde criada, de Vigo a Sevilla, ciudad donde ingresa en el seminario.

### Formación
Pronto fue enviado a continuar sus estudios en Roma, donde fue colegial del Pontificio Colegio Español. Obtuvo el doctorado en Filosofía por la Pontificia Academia de Santo Tomás de Aquino y los doctorados en Sagrada Teología y en Derecho canónico por la Pontificia Universidad Gregoriana. Fue ordenado sacerdote el 27 de diciembre de 1900.

### Vida sacerdotal y docente
Terminados sus estudios en Roma regresa a Sevilla, donde es nombrado oficial de la curia diocesana, y catedrático de Teología y profesor de Hebreo en la Universidad Pontificia de Sevilla. En 1904 obtuvo, por oposición, el cargo de canónigo magistral de la Catedral de Santiago de Compostela, trasladándose a aquella diócesis, en cuyo seminario conciliar ejerció como profesor de Teología y de Patrología. En esta época compostelana fue nombrado capellán de honor de la Casa Real. En 1909 cambia -previa oposición, que aprobó- el cargo de canónigo magistral por el de canónigo lectoral.

### Episcopado
En 1914 es promovido a ordinario de la diócesis de Tuy, siendo ordenado obispo el 8 de noviembre de ese mismo año por el cardenal Martín Herrera, con tan solo 36 años, siendo uno de los obispos españoles más jóvenes de la época. A partir de entonces sigue una carrera vertiginosa, pues el 22 de marzo de 1917 es nombrado séptimo obispo de Vitoria, sucediendo a Prudencio Melo y Alcalde, que acababa de ser nombrado obispo de Madrid-Alcalá.
Ese mismo año publica su obra El primer origen de la vida según el Hexámeron y según la ciencia. Desde Vitoria da el salto definitivo a la capital de España, el 14 de diciembre de 1922, sucediendo nuevamente al obispo Melo, nombrado arzobispo de Valencia. El 26 de junio de 1923 toma posesión como obispo de Madrid-Alcalá, siendo el séptimo de los mismos. En este cargo se mantuvo durante cuarenta años, siendo el suyo el pontificado más largo que ha tenido un obispo español contemporáneo. Desde allí fue testigo privilegiado de los convulsos años de la dictadura de Primo de Rivera, la II República, la Guerra Civil, y la consolidación del régimen franquista en el poder. Junto con el cardenal primado de Toledo, Isidro Gomá y Tomás y el entonces obispo de Salamanca Enrique Plá y Deniel, redactó la Carta colectiva de los obispos españoles con motivo de la guerra en España en 1937. Junto con otros 19 obispos españoles, organizó el 20 de mayo de 1939 una ceremonia religiosa presidida por Franco en la Iglesia de Santa Bárbara de Madrid para ofrecer a Dios la victoria en la Guerra Civil.
Paralelamente a su carrera eclesiástica se desarrolla su vida cultural y de escritor: obras suyas son Santo Tomás y la mística, El concepto de la materia universal en los textos medievales (1940), Esbozo apologético de la poesía clásica eucarística española, y Directrices sociales (1948), consolidándose así como uno de los intelectuales más destacados de la cultura del momento. De hecho ya hacía años que había ingresado en la Real Academia Española, concretamente en 1927, siendo su discurso inaugural La oratoria sagrada en España, y ocupando el asiento "U mayúscula" hasta su muerte. Durante la II República ingresó también, el 10 de enero de 1932, en la Academia de Ciencias Morales y Políticas (medalla n.º 6); su discurso inaugural, el 9 de junio de 1935, había versado sobre La persona jurídica. Su concepto filosófico y derechos fundamentales que debe respetar en ella el Estado. También fue miembro correspondiente de la Real Academia Galega.
El 21 de julio de 1946 el papa Pío XII le nombra Patriarca de las Indias Occidentales, sede meramente titular, pero que da prestigio al obispo de la capital de España en pleno auge de un régimen que se dedicaba a renovar la idea de Imperio Español. Fue durante este tiempo cuando más pudo destacar su gran altura intelectual. 
En 1948 recibió la medalla de Oro de la ciudad de Madrid, título que le fue retirado en 2016 en virtud de la ley de la memoria histórica 52/2007.

#### Vida política
Fue designado por Francisco Franco Consejero nacional de F.E.T. y de las J.O.N.S. y entre 1943 y 1946 procurador a Cortes. Eijo Garay promovió desde su puesto de obispo de Madrid que Franco acudiera a los actos religiosos bajo palio. Esto suponía el máximo respaldo de la Iglesia al dictador. Formó parte del Consejo de Regencia -presidido por Esteban de Bilbao Eguía- que ejerció la Jefatura del Estado español del 22 al 27 de octubre de 1949, durante el viaje oficial de Franco a Portugal.

#### Opus Dei

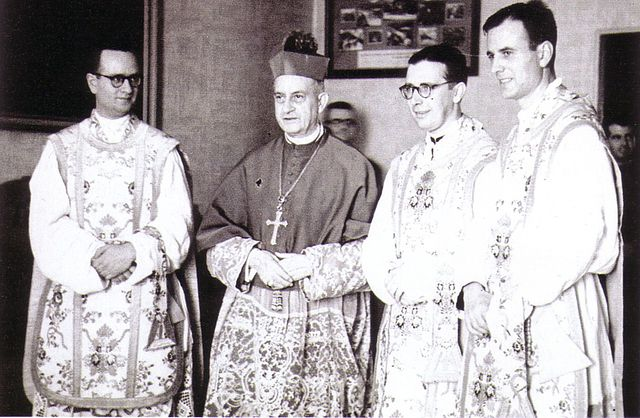
Primeros sacerdotes del Opus Dei ordenados por Leopoldo Eijo Garay.

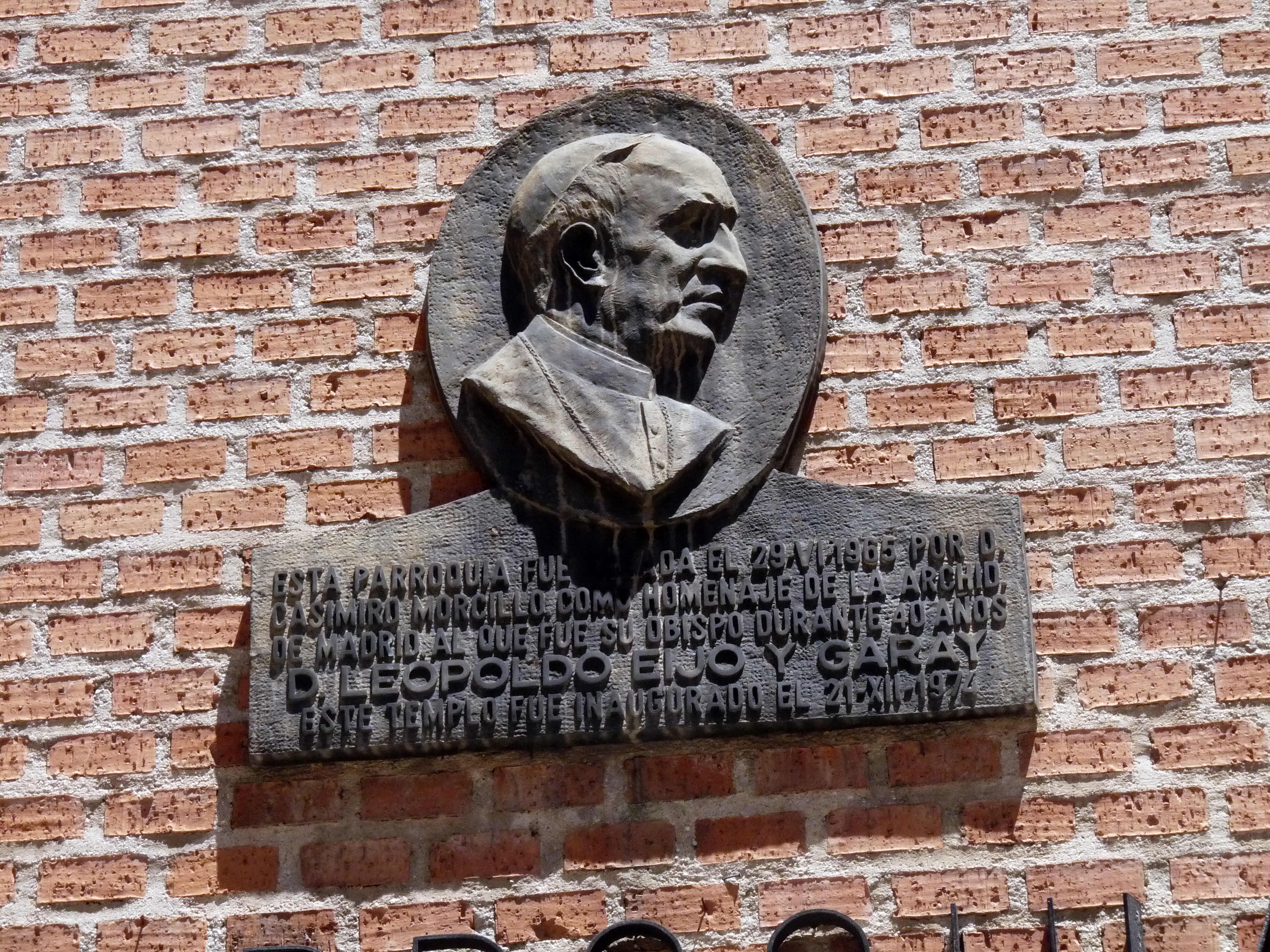
Placa memorial de Mons. Eijo y Garay en la Parroquia de San Leopoldo de Madrid

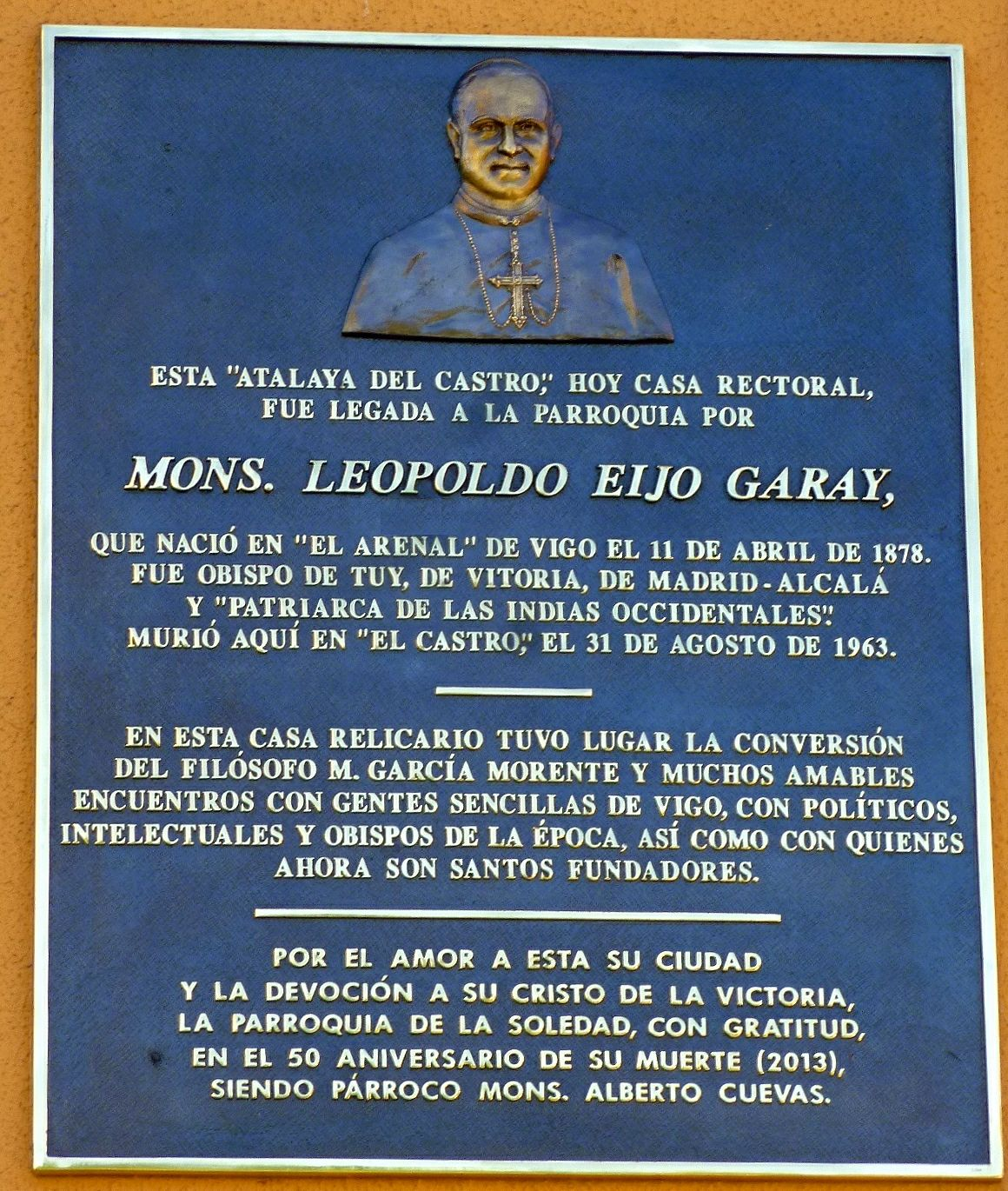
Placa memorial de Mons. Eijo y Garay en su Vigo natal

Eijo Garay tuvo un papel de especial importancia en la vida del Opus Dei y de su fundador, san Josemaría Escrivá de Balaguer.  El fundador del Opus Dei había llegado a la diócesis de Madrid-Alcalá en 1927, para cursar el doctorado. Desde su llegada a la capital, Escrivá fue poniendo al obispado al corriente de su trabajo sacerdotal y de los primeros pasos del Opus Dei: primero a través del vicario Juan Francisco Morán y, desde 1935, por medio de los obispos Marcelino Olaechea y Cruz Laplana y Laguna. Cuando llegó a Burgos, se puso en contacto con Eijo por medio de la correspondencia, para informarle de su situación y pedirle consejo sobre algunos asuntos de su tarea pastoral. Acabada la Guerra civil, pudieron encontrarse por fin, y hablar directamente sobre el Opus Dei y sus proyectos de expansión. Esta primera entrevista fue el 2 de septiembre de 1939. 
Ante las críticas que el Opus Dei recibió de algunos jesuitas, en Madrid y en otras ciudades españolas, como Barcelona o Valencia, el obispo de Madrid-Alcalá siempre salió en su defensa. De hecho, el 19 de marzo de 1941 fechó la primera aprobación jurídica que recibió el Opus Dei, como Pía Unión, y a partir de junio del mismo año mantuvo una correspondencia con el abad coadjutor de Montserrat, Aurelio María Escarré, explicando la naturaleza del Opus Dei y el origen de las maledicencias. Como muestra de su afecto por el Opus Dei, Eijo ordenó a los tres primeros sacerdotes de la Obra, el 25 de junio de 1944: eran el  beato Álvaro del Portillo -primer sucesor en 1975 de Escrivá-, José María Hernández Garnica, y José Luis Múzquiz, así como a otras promociones sacerdotales del esta institución, en la década de los años 60.

### Muerte
Muere el 31 de agosto de 1963. Desde entonces el patriarcado de las Indias Occidentales ha permanecido vacante, hasta la fecha, aunque sin que haya sido nunca formalmente suprimido. 
Eijo y Garay fue el último obispo de Madrid. Al año siguiente de su fallecimiento, el 24 de marzo de 1964, la diócesis de Madrid-Alcalá fue desgajada de la provincia eclesiástica de Toledo y elevada al rango de archidiócesis inmediatamente sujeta a Roma, es decir, sin diócesis sufragáneas y sin constituir provincia eclesiástica.

## Distinciones y reconocimientos
- Capellán de honor de la Casa Real.
- Académico de la Real Academia Española (desde 1927).

- Académico de la Real Academia de Ciencias Morales y Políticas (desde 1935).
- Académico de la Real Academia Gallega.
- Medalla de Oro de la ciudad de Madrid (1948). Le fue retirada en 2016 en virtud de la ley de la memoria histórica 52/2007.[5]

## Obras

### Libros:
- El primer origen de la vida según el Hexámeron y según la ciencia (Santiago de Compostela, 1913).

#### Conferencias editadas y publicadas en forma de libro:
- Santo Tomás y la Mística (Madrid, 1923).
- La persona jurídica. Su concepto filosófico y derechos fundamentales que debe respetar en ella el Estado (Madrid, 1935).
- Directrices sociales (Madrid, 1942).

### Cartas pastorales:
- La hora presente (1939).
- Sobre la caridad fraternal cristiana (1942).
- A la unidad por la caridad (1960).